# Sabrina Calvo
Pour les articles homonymes, voir Calvo.
Sabrina Calvo, née le 19 septembre 1974 à Marseille, est une écrivaine, conceptrice de jeux, dessinatrice, scénariste, et designer.

## Biographie
Sabrina Calvo naît le 19 septembre 1974 à Marseille sous le nom de David Calvo. Elle fait son coming-out trans dans l'émission Mauvais Genre  enregistrée en novembre lors de l'édition 2017 du festival des Utopiales. Elle habite entre Paris et Montréal.
Écrivaine, elle est également artiste performeuse, et a collaboré avec des artistes, dont Jeff Mills au Musée du Louvre en 2015. Elle a donné des conférences et tables rondes, entre autres, à la Biennale d'Arts Numériques Chroniques, Mutek, Sonic Protest, ADDON, STUNFEST, Immersity, Congrès Boreal, Étonnants Voyageurs, les Utopiales, les Imaginales, les Intergalactiques et la Maison de la poésie.
En 2021 elle se prononce pour une réforme des comportements sexistes et toxiques au sein du monde de l'édition des littératures imaginaires,.

### Carrière d'écrivaine
En 1997 paraît son premier roman, Délius, une chanson d'été. Le livre fait référence notamment au compositeur Frederick Delius et le titre reprend celui d'une chanson de Kate Bush, pour qui l'artiste nourrit une grande admiration, Delius (Song of Summer), parue sur l'album Never for Ever,. La couverture originale du livre de Sabrina Calvo s'inspire de la pochette de l'album de Kate Bush,.
En 2004, sur un scénario de Sabrina Calvo, Thomas Azuélos dessine Télémaque, où s'exprime le « monde onirique et déjanté » de l'autrice. En 2006, le tandem édite Akhénaton, co-écrite avec Thomas Azuélos abordant le sujet de la transidentité. ActuaBD décrit l'œuvre comme « Un album radical, au style minimaliste et débridé, à réserver aux amateurs de modernité absolue. ».
En 2015, Sabrina Calvo publie Sous la Colline, roman transféministe de fantasy urbaine explorant la topographie intime de la Cité Radieuse du Corbusier à Marseille et exploitant les mythes de la cité phocéenne,. Son roman contre-dystopique Toxoplasma, mettant en scène une commune anticapitaliste de Montréal et interrogeant les identités de genre, reçoit le grand prix de l’imaginaire en 2018.

#### Melmoth Furieux
Elle poursuit l'exploration de ces thèmes avec Melmoth Furieux, une uchronie publiée en 2021, qui met en scène une actualisation de la Commune de Paris dans un présent alternatif, policé et autoritaire,. Dans ce roman elle s'inspire d'Eulalie Papavoine, une couturière et ambulancière de la Commune de Paris, pour le personnage principal et la narratrice du livre nommée Fi. Fi est une couturière de Belleville dont le frère employé de Disney s'est immolé lors de l'inauguration de Disneyland en 1992, et qui rejoint une commune libre autogérée de Belleville pour organiser la révolte contre les milices. Le titre du livre est une référence à la nouvelle de Balzac Melmoth réconcilié, et du roman Melmoth ou l'Homme errant de Charles Robert Maturin,.

### Analyse des œuvres
Ses romans souvent classés dans le genre de la science-fiction explorent les univers géographiques de villes comme Marseille, Paris et Montréal, dans un univers dystopique et onirique en s'inspirant de cartes géographiques des lieux et d'évènements historiques révolutionnaires dans une perspective anti-capitaliste, anarchiste et transféministe, à la croisée entre les genres du cyber punk et de la fantasy urbaine,,. Elle est citée parmi les autrices emblématiques de la littérature lesbienne.
Les romans et productions de Sabrina Calvo ont été primées. Son roman Wonderful est lauréat de l'édition 2002 du prix Julia-Verlanger. Sous la Colline est lauréat du prix Bob-Morane 2016, et Toxoplasma remporte le grand prix de l'Imaginaire 2018 et le prix Rosny aîné la même année.

## Publications

### Romans
- Délius, une chanson d'été (1997, Mnémos)
- La Nuit des labyrinthes (2003, J'ai lu)
- Wonderful (2001, Bragelonne) (prix Julia-Verlanger du meilleur roman 2002[34])
- Atomic Bomb, avec Fabrice Colin (2002, Ed. du Bélial)
- Sunk, avec Fabrice Colin (2005, Les Moutons électriques), ill. Arnaud Cremet.
- Minuscules flocons de neige depuis dix minutes (2006, Les Moutons électriques)
- Elliot du Néant (2012, La Volte)
- Sous la colline (2015, La Volte) (prix Bob-Morane du meilleur roman 2016[35])
- Toxoplasma (2017, La Volte) (grand prix de l'Imaginaire du meilleur roman francophone 2018[36], prix Rosny aîné du meilleur roman 2018[37])
- Melmoth furieux (2021, La Volte)
- Les nuits sans Kim Sauvage (2024, La Volte)

### Nouvelles
- John Frog - in Fantasy (1998, Fleuve noir)
- La mer des Sargasses - in Escales 2000 (1999, Fleuve noir)
- Davy Jones' Locker - in Futurs antérieurs (1999, Fleuve Noir)
- CPCBN - in Bifrost #23 (2001)
- Part-time punk - in Pouvoirs critiques (2002, Nestiveqnen)
- Acide organique (recueil, 2005, Les Moutons électriques)
- Dolorès - in Toreo de Salon (2006, Au Diable Vauvert)
- Instructions au sosie - in Fiction #4 (2006, Les Moutons électriques)
- Noël dans la cathédrale de Reims - in Fiction Spécial #2 (2007, Les Moutons électriques)
- Nid de coucou (recueil, 2007, Les Moutons électriques)
- Oui, avec Fabrice Colin - in Fiction #7 (2008, Les Moutons électriques)
- Un soleil d'hexagones - in Yellow Submarine (2008, Les Moutons électriques)
- Je vous prends tous un par un - in Retour sur l'horizon (2009, Denoël)
- Effondrement des colonies - in Le Jardin schizologique (2011, La Volte)
- Pragmata - in Angle Mort' #2 (2011) et Utopiales 2011 (2011, ActuSF)
- La Pythie de la Capelette - in La Brousse (2011-2012)
- Le Cul du loup - in Faites demi-tour dès que possible, territoires de l'imaginaire (2014, La Volte)
- Anonyme - in Adar, Retour à Yirminadingrad (2017, Dystopia Workshop)
- Parfum d'une mouffette - in Au bal des Actifs, Demain le travail (2017, La Volte)
- Mkraow - in Les Clés d'argent des Contrées des rêves (2017, Mnémos)
- Sinon le ciel est toujours là (nouvelle tirée du roman Toxoplasma) - in Carbone #1 (2018)
- Cagole d'Azur - in Marseille, an 3013 (2018, éditions Gaussen)
- Déliance - in Utopiales 2018 (2018, ActuSF)
- Reliance - in Visions Solidaires pour Demain #3 (2018, lire en ligne)
- Les signes démentiels - in Gryyym (2020)
- Baiser la face cachée d'un proton - in Bifrost # 97 (2020)
- Considère le nénufar - in Sauve qui peut, Demain la santé (2020, La Volte)
- Le ciel déraciné - in Les Fictions de Reporterre #13 (2025, Reporterre, lire en ligne)
- Fiancées du silence - in Soleil·s (2025, La Volte)

### Poésie
- Mais cette vie-là demande. toujours. plus. de. lumière., Rennes, éditions du commun, 2025, 96 p. (ISBN 979-10-95630-80-7)

### Bandes dessinées
- Kaarib, avec Jean-Paul Krassinsky (Dargaud)
  - La Dernière vague (1999)[38]
  - Les Palmiers noirs (2001)
  - Pièces de huit (2003)
- AK, avec Jean-Paul Krassinsky et Laetitia Schwendimann (Carabas)
  - Misère (2004)
  - Maladie (2006)
- Télémaque, avec Thomas Azuélos (2004, Carabas Révolution)
- Akhenaton, avec Thomas Azuélos (2006, Carabas Révolution)
- La Guerre civile mondiale, pour le collectif anAmnésie (2007, Carabas Révolution)
- Constellations, avec Popcube alias David Richard
  - Dans le stade (2008, Ankama)
  - Les Anoraks (2010, Ankama)
  - Le Nord (2016, auto-édition)[39]
- Vorax, avec Gabriel Delmas (2010, Quadrants)
- Les Fables de la poubelle 2, avec Jean-Paul Krassinsky (2010, Dargaud)
- Hacker la peau, avec Jul' Maroh, Le Lombard, 2023  (ISBN 9782808211901)

### Ludographie
- Le Pendu, un supplément pour Nephilim (Multisim, 1997)[40]
- Al Amarja, un supplément pour Conspirations (Halloween Concept, 2002)[41]
- Dead pixel (Ankama Play, 2009) [42]
- Dream of Lu-Fu (Ankama Play, 2010) [42]
- Islands of Wakfu (Ankama Play, 2011)[43],[44]
- Coin of destiny - avec Jurie Horneman et Andy Schmoll (2012)[45]
- Calvinball - avec Étienne Mineur (ENSAD, 2012)[46]
- Starlay (Volumique, 2013)[47]
- Pachalafaka (LAGameSpace, 2013)[48]
- Kwaan (Ankama Games, 2016)[49]
- World of Yo-Ho (Volumique, 2016)[50]
- #SelfCare (Tru Luv, 2018)[51]
- The InnerFriend (Playmind, 2018)[52],[53]
- Oniri (Tourmaline, 2018)[54]
- Chamonix-Sentinelle - avec Nicolas Nova et Etienne Mineur (Volumique, 2023)[55]

### Filmographie
Sabrina Calvo a co-scénarisé la fiction en réalité virtuelle 7 Lives, réalisée par Jan Kounen. 7 Lives fait partie de la sélection VR 2019 du Tribeca Film Festival.

## Distinctions
- Pour Wonderful :
  - Prix Julia-Verlanger du meilleur roman 2002
- Pour Sous la Colline :
  - Prix Bob-Morane du meilleur roman 2016
- Pour Toxoplasma :
  - Grand prix de l'Imaginaire du meilleur roman francophone 2018
  - Prix Rosny aîné du meilleur roman 2018